# Rosaster cassidatus
Rosaster cassidatus is een zeester uit de familie Goniasteridae.
De wetenschappelijke naam van de soort werd in 1938 gepubliceerd door Macan.